# Missy (Calvados)
Missy – miejscowość i dawna gmina we Francji, w regionie Normandia, w departamencie Calvados. W 2013 roku populacja Missy wynosiła 534 mieszkańców.
W dniu 1 stycznia 2016 roku z połączenia dwóch ówczesnych gmin – Missy oraz Noyers-Bocage – powstała nowa gmina Noyers-Missy. Od 1 stycznia 2017 roku wchodzi w skład gminy Val-d’Arry.